# 800 mètres aux Jeux olympiques
Pour un article plus général, voir Athlétisme aux Jeux olympiques.
Le 800 mètres masculin figure au programme des Jeux olympiques depuis la première édition, en 1896 à Athènes. L'épreuve féminine est disputée pour la première fois lors des Jeux de 1928, à Amsterdam, mais celle-ci est retirée du programme dès l'édition suivante, en 1932, avant de refaire son apparition en 1960.
Quatre athlètes masculins ont remporté deux titres olympiques sur 800 m, le Britannique Douglas Lowe, l'Américain Mal Whitfield, le Néo-Zélandais Peter Snell et le Kényan David Rudisha. Avec deux médailles d'or, la Sud-africaine Caster Semenya est l'athlète féminine la plus titrée dans cette épreuve.
Les records olympiques de la discipline sont actuellement détenus par David Rudisha, qui établit l'actuel record du monde en 1 min 40 s 91 en finale des Jeux olympiques de 2012, à Londres, et par l'ex-Soviétique Nadezhda Olizarenko, créditée de 1 min 53 s 43 lors des Jeux olympiques de 1980, à Moscou.

## Éditions
| Années | 96 | 00 | 04 | 08 | 12 | 20 | 24 | 28 | 32 | 36 | 48 | 52 | 56 | 60 | 64 | 68 | 72 | 76 | 80 | 84 | 88 | 92 | 96 | 00 | 04 | 08 | 12 | 16 | 20 | 24 | Total |
| ------ | -- | -- | -- | -- | -- | -- | -- | -- | -- | -- | -- | -- | -- | -- | -- | -- | -- | -- | -- | -- | -- | -- | -- | -- | -- | -- | -- | -- | -- | -- | ----- |
| Hommes | X  | X  | X  | X  | X  | X  | X  | X  | X  | X  | X  | X  | X  | X  | X  | X  | X  | X  | X  | X  | X  | X  | X  | X  | X  | X  | X  | X  | X  | X  | 30    |
| Femmes |    |    |    |    |    |    |    | X  |    |    |    |    |    | X  | X  | X  | X  | X  | X  | X  | X  | X  | X  | X  | X  | X  | X  | X  | X  | X  | 18    |

## Hommes

### Historique

#### 1896-1912

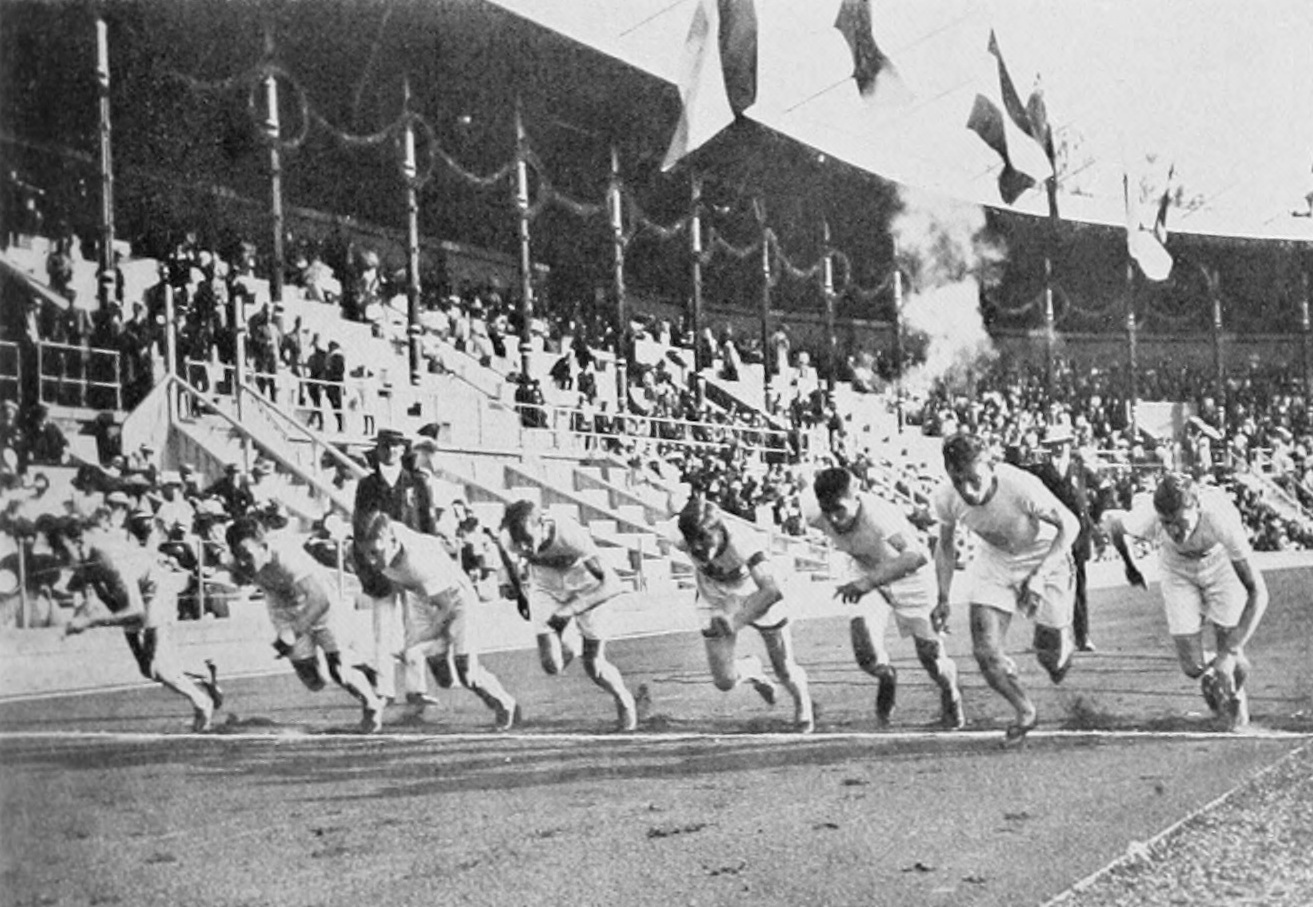
Départ de la finale du 800 m des Jeux olympiques de 1912.

L'épreuve du 800 mètres figure au programme des premiers Jeux olympiques de l'ère moderne, en 1896 à Athènes. En l'absence de l'Américain Charles Kilpatrick, le meilleur spécialiste de la discipline de la fin du XIXe siècle, la course est remportée par l'Australien Teddy Flack dans le temps de 2 min 11 s 0, devant le Hongrois Nándor Dáni et le Grec Dimítrios Golémis. Le Français Albin Lermusiaux ne prend pas le départ de la finale afin de se consacrer à l'épreuve du marathon.
Lors des Jeux olympiques de 1900, à Paris, sur la piste en herbe de la Croix-Catelan, la victoire revient au Britannique Alfred Tysoe qui remporte l'épreuve en 2 min 1 s 2, devant les Américains John Cregan et David Hall.
Aux Jeux olympiques de 1904, à Saint-Louis, l'Américain Jim Lightbody s'impose en 1 min 56 s 00, devançant ses deux compatriotes Howard Valentine et Emil Breitkreutz.
L'Américain Mel Sheppard remporte le titre des Jeux olympiques de 1908, à Londres en améliorant de près de quatre secondes le record olympique en 1 min 52 s 8. L'Italien Emilio Lunghi prend la deuxième place et l'Allemand Hanns Braun la troisième.
Vainqueur de cinq titres nationaux sur 880 yards, Mel Sheppard domine la discipline durant l'olympiade suivante. Cependant, lors des Jeux olympiques de 1912, il se fait surprendre par son compatriote Ted Meredith dans les derniers mètres de courses et perd son titre olympique. Ted Meredith s'impose en 1 min 51 s 9, performance constituant officiellement le premier record du monde du 800 m. Sheppard termine deuxième en 1 min 52 s 0, devant le troisième américain Ira Davenport.

#### 1920-1936

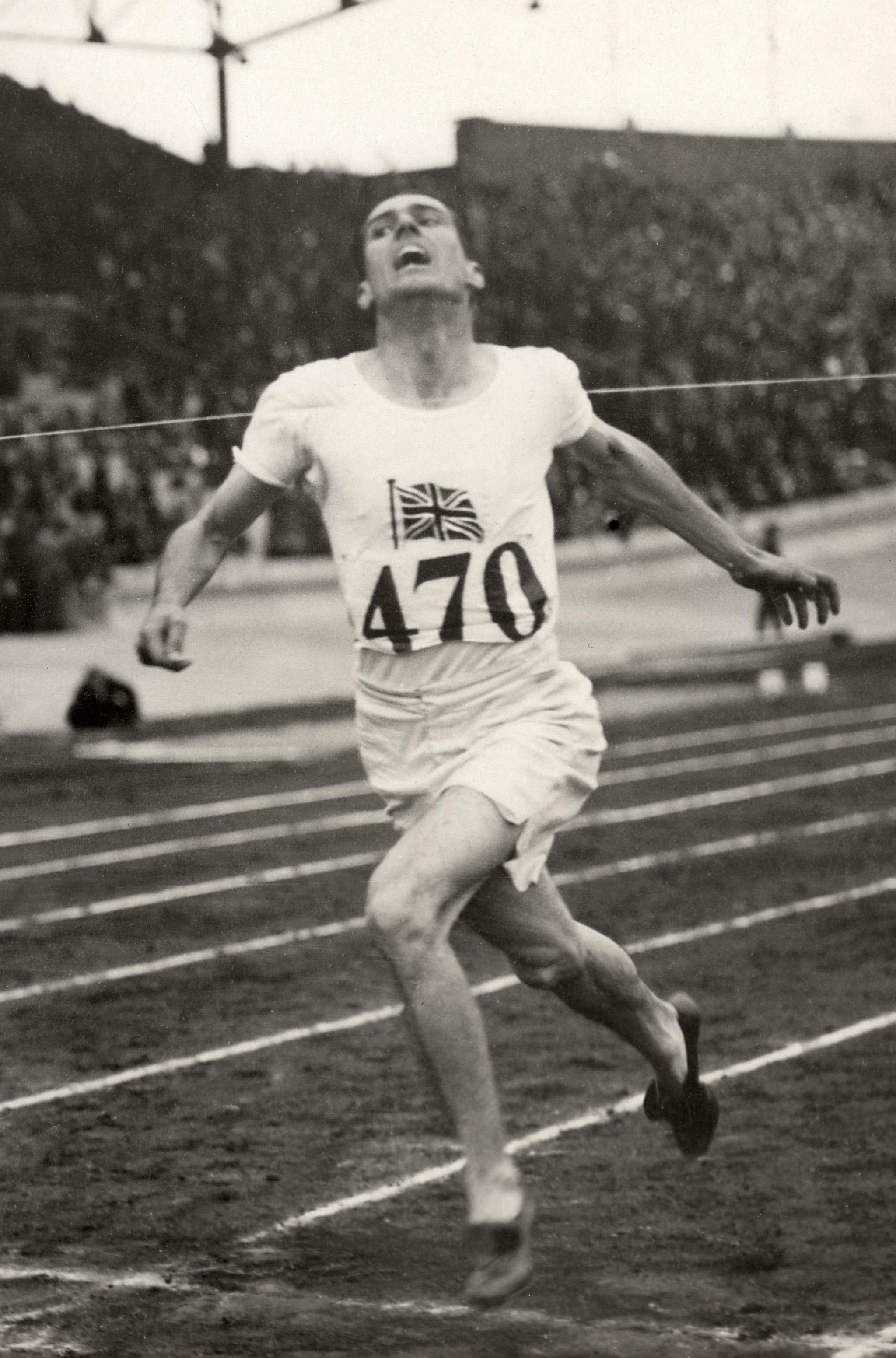
Douglas Lowe, champion olympique en 1924 et 1928.

Aux Jeux olympiques de 1920, à Anvers, le Britannique Albert Hill s'adjuge le titre olympique en 1 min 53 s 4, devançant l'Américain Earl Eby  et le Canadien Bevil Rudd, titré par ailleurs sur 400 m. Albert Hill remportera également le titre sur 1 500 m lors des Jeux.
Quatre ans plus tard, lors des Jeux olympiques de 1924, à Anvers, le Britannique Douglas Lowe remporte la médaille d'or dans le temps de 1 min 52 s 4 et devance le Suisse Paul Martin et l'Américain Schuyler Enck. Le Norvégien Charles Hoff, détenteur du record du monde du saut à la perche, se classe 8e de la finale.
Douglas Lowe est le premier athlète à conserver son titre olympique sur 800 m. Aux Jeux olympiques de 1928, à Amsterdam, il s'impose en 1 min 51 s 8, nouveau record olympique, devant le Suédois Erik Byléhn et l'Allemand Hermann Engelhard. Le Français Séra Martin, qui a amélioré le record du monde quelques jours avant le début de ces Jeux, ne termine que 6e de la finale.
Lors des Jeux olympiques de 1932, à Los Angeles, le Britannique Tommy Hampson devient champion olympique en battant de près d'une seconde le record du monde de Séra Martin. Il réalise le temps de 1 min 49 s 8, précédant les deux Canadiens Alex Wilson et Phil Edwards. Pour la quatrième fois consécutive, le titre olympique du 800 m est remporté par un athlète britannique.
En 1936, aux Jeux olympiques de Berlin, L'Américain John Woodruff s'impose en 1 min 52 s 9, devant l'Italien Mario Lanzi et Phil Edwards, qui dispute sa troisième finale olympique consécutive sur 800 m et se classe troisième de la course, comme en 1932. L'Allemand Rudolf Harbig, l'un des favoris au titre olympique, est éliminé dès les séries.

#### 1948-1964

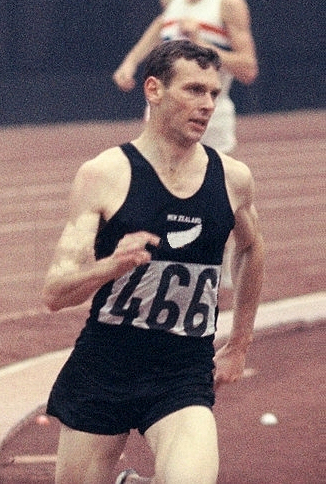
Peter Snell, champion olympique en 1960 et 1964.

Lors des Jeux olympiques de 1948, à Londres, l'Américain Mal Whitfield remporte le titre olympique dans le temps de 1 min 49 s 2 (record olympique) après avoir attaqué à un tour de l'arrivée. Il devance le Jamaïcain Arthur Wint, titré sur 400 m à Londres et médaillé d'argent en 1 min 49 s 5, et le Français Marcel Hansenne (1 min 49 s 8) qui amène le premier podium pour la France dans cette épreuve.
Mal Whitfield domine les épreuves de demi-fond dans l'olympiade suivante, remportant 66 des 69 courses de 800 m qu'il dispute. Favori des Jeux olympiques de 1952, à Helsinki, il conserve son titre olympique en appliquant la même tactique qu'à Londres en attaquant de loin. Il s'impose dans le même temps qu'en 1952, en 1 min 49 s 2, et en devançant de nouveau Arthur Wint, deuxième en 1 min 49 s 4. L'Allemand Heinz Ulzheimer complète le podium en 1 min 49 s 7.
Les Jeux olympiques de 1956, à Melbourne, consacrent l'Américain Tom Courtney qui remporte, face aux rafales de vent, le titre en 1 min 47 s 7, nouveau record olympique. Le Britannique Derek Johnson se classe deuxième de la course en 1 min 47 s 8 alors que le Norvégien Audun Boysen prend la troisième place en 1 min 48 s 1. Le Belge Roger Moens, détenteur du record du monde depuis 1955, déclare forfait pour ces Jeux en raison d'un blessure au pied contractée quelques mois auparavant.
Lors des Jeux olympiques de 1960, à Rome, Le Néo-zélandais Peter Snell, qui ne faisait pas partie des favoris au titre, décroche la médaille d'or en franchissant la ligne d'arrivée en 1 min 46 s 3 (nouveau record olympique), devant Roger Moens (1 min 46 s 5) et le Jamaïcain George Kerr (1 min 47 s 1). Pour la première fois aux Jeux olympiques, l'épreuve se déroule en couloirs pour les 100 premiers mètres.
Peter Snell, qui a amélioré le record du monde de Roger Moens en 1962, conserve son titre olympique lors des Jeux olympiques de 1964, à Tokyo. Il l'emporte en 1 min 45 s 1, améliorant le record olympique qu'avait déjà battu George Kerr et le Kényan Wilson Kiprugut la veille en demi-finale, et devance le Canadien Bill Crothers (1 min 45 s 6) et Wilson Kiprugut (1 min 45 s 9) qui devient le premier médaillé olympique kényan de l'histoire. Peter Snell sera également médaillé d'or sur 1 500 m lors de ces Jeux.

#### 1968-1984

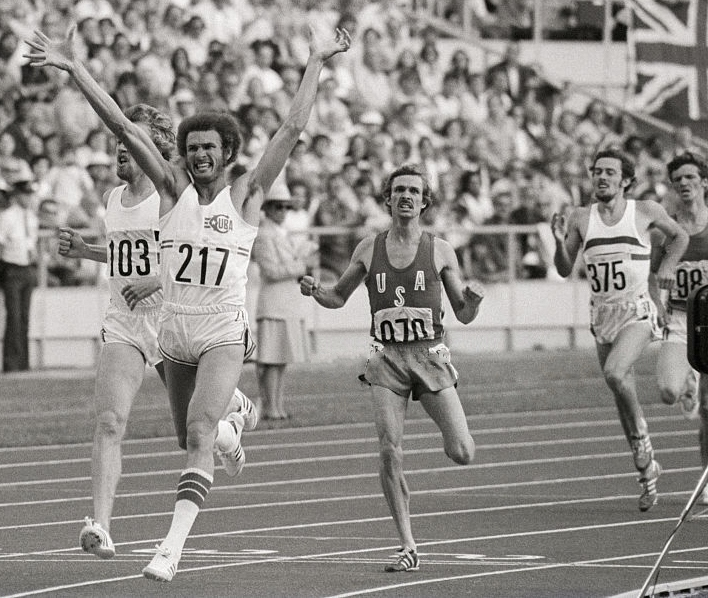
Finale du 800 m masculin lors des Jeux olympiques de 1976, victoire du Cubain Alberto Juantorena.

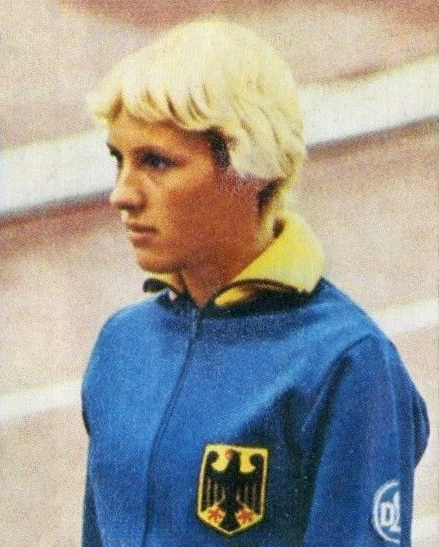
Hildegard Falck, championne olympique en 1972.

Lors des Jeux olympiques de 1968, à Mexico, l'Australien Ralph Doubell remporte le titre olympique en établissant en finale un nouveau record du monde en 1 min 44 s 3. À dix mètres de l'arrivée, Doubell se hisse à hauteur du Kényan Wilson Kiprugut, et le devance finalement de 2/10e de seconde sur la ligne d'arrivée. L'Américain Tom Farrell complète le podium en 1 min 45 s 4.
En 1972, aux Jeux olympiques de Munich, l'Américain Dave Wottle, qui a amélioré le record du monde de Ralph Doubell quelques semaines avant le début de la compétition, remporte le titre olympique dans le temps de 1 min 45 s 9, devant le Soviétique Yevhen Arzhanov, champion d'Europe en 1971, 1 min 45 s 9 également, et le Kényan Mike Boit (1 min 46 s 0).
Lors des Jeux olympiques de 1976, à Montréal, le Cubain Alberto Juantorena s'adjuge le titre mondial du 800 m en établissant un nouveau record du monde en 1 min 43 s 50. Il s'impose devant le Belge Ivo Van Damme qui malgré un retour sur le Cubain en toute fin de course, obtient la médaille d'argent en 1 min 43 s 86, devant l'Américain Rick Wohlhuter (1 min 44 s 12). Mike Boit, l'un des meilleurs spécialiste du 800 m en 1976 et médaillé d'argent à Munich, ne participe pas à l'épreuve en raison du boycott d'une grande partie des nations africaines.
Le Britannique Sebastian Coe, détenteur du record du monde depuis 1979, fait figure de favori pour les Jeux olympiques de 1980, à Moscou. Pourtant, en finale, il est surpris par son compatriote Steve Ovett qui lance une attaque à 250 m de l'arrivée et ne sera pas rejoint. Ovett l'emporte en 1 min 45 s 40, devant Sebastian Coe (1 min 45 s 85) et le Soviétique Nikolay Kirov (1 min 45 s 94). Sebastian Coe remportera le titre olympique du 1 500 m quelques jours plus tard.
Aux Jeux olympiques de 1984, à Los Angeles, la victoire revient au Brésilien Joaquim Cruz qui réalise un nouveau record olympique en 1 min 43 s 00 après avoir porté un demarrage décisif dans le dernier virage. Comme à Moscou, Sebastian Coe est battu et obtient une nouvelle médaille d'argent en 1 min 43 s 64, devant l'Américain Earl Jones (1 min 43 s 84). Le champion olympique en titre Steve Ovett se classe 8e et dernier de la finale.

#### 1988-2004

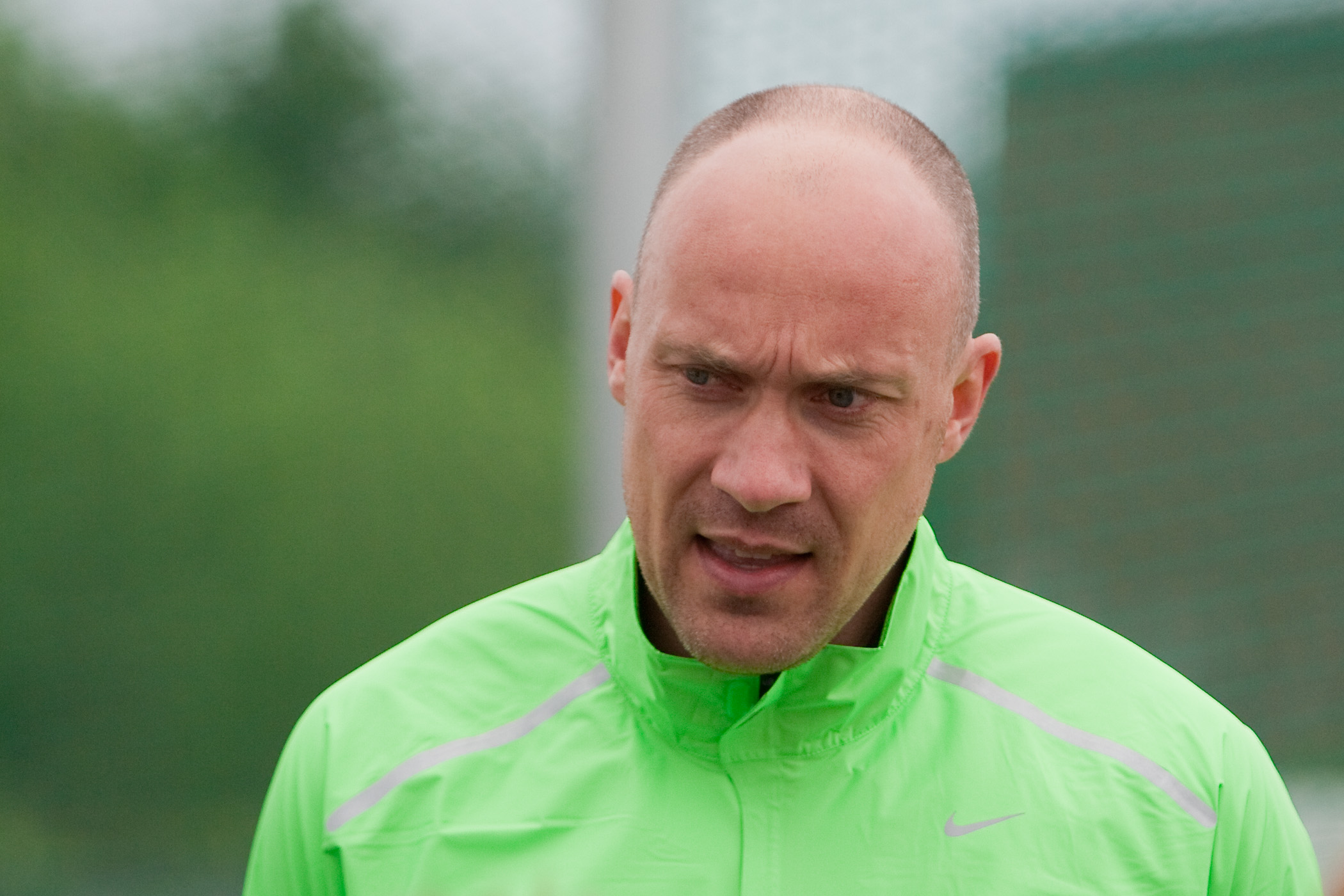
Vebjørn Rodal, champion olympique en 1996.

Le titre des Jeux olympiques de 1988, à Séoul, est remporté par le Kényan Paul Ereng dans le temps de 1 min 43 s 45 après avoir remonté tous ses adversaires dans la ligne droite finale alors qu'il se situait en septième position à l'entrée du dernier virage. Il devance le tenant du titre Joaquim Cruz  (1 min 43 s 90), le Marocain Saïd Aouita (1 min 44 s 06) et le Britannique Peter Elliott, préféré à Sebastian Coe pour le 800 m de Séoul. En tête de la course après le premier tour avec une large avance sur ses concurrents, le Kényan Nixon Kiprotich termine huitième et dernier de la finale. Son compatriote Billy Konchellah, champion du monde en 1987, ne participe pas à la compétition pour raison médicale. 
Quatre ans plus tard, lors des Jeux olympiques de 1992, à Barcelone, Paul Ereng est éliminé dès les demi-finales. Son compatriote William Tanui remporte le titre olympique en 1 min 43 s 66, devançant sur le fil son compatriote Nixon Kiprotich (1 min 43 s 70) et l'Américain Johnny Gray (1 min 43 s 97). 
Lors des Jeux olympiques de 1996, à Atlanta, et en l'absence du champion du monde en titre danois Wilson Kipketer à la suite du refus du Comité olympique de Kenya de l'autoriser à participer aux Jeux sous sa nouvelle nationalité, la victoire revient au Norvégien Vebjørn Rodal qui établit en finale un nouveau record olympique en 1 min 42 s 58. Il devance le Sud-africain Hezekiél Sepeng (1 min 42 s 74) et le Kényan Fred Onyancha (1 min 42 s 79). Johnny Gray, qui dispute sa quatrième finale olympique consécutive sur 800 m, se classe septième de la course.
L'Allemand Nils Schumann remporte le titre des Jeux olympiques de 2000 en réalisant l'exploit de battre Wilson Kipketer, triple champion du monde de 1995 à 1999 et détenteur du record du monde. À Sydney, au terme d'une course tactique, Nils Schumann l'emporte en 1 min 45 s 08 devant Wilson Kipketer (1 min 45 s 14), l'Algérien Djabir Saïd-Guerni (1 min 45 s 16) et Hezekiél Sepeng qui termine au pied du podium après sa médaille d'argent obtenu quatre ans plus tôt à Atlanta. L'Italien Andrea Longo est disqualifié après avoir gêné le Suisse André Bucher (5e) dans la dernière ligne droite. 
Aux Jeux olympiques de 2004, à Athènes, Le Russe Yuriy Borzakovskiy remporte la médaille d'or dans le temps de 1 min 44 s 45 et devance le Sud-africain Mbulaeni Mulaudzi (1 min 45 s 61) et Wilson Kipketer (1 min 44 s 45), qui obtient la médaille de bronze après l'argent en 2000. Djabir Saïd-Guerni, champion du monde en 2003, se classe septième de la finale.

#### Depuis 2008

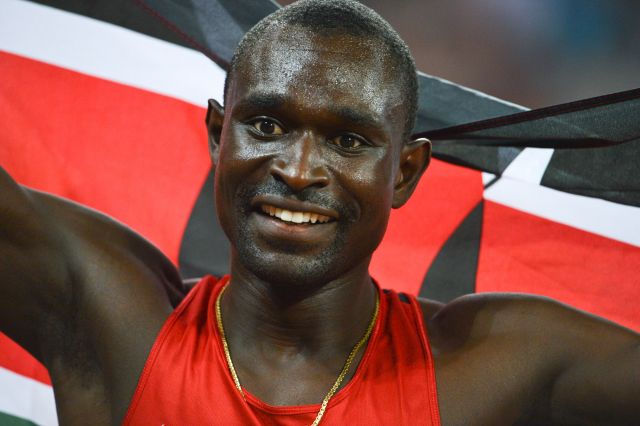
David Rudisha, champion olympique en 2012 à Londres où il établit l'actuel record du monde, conserve son titre en 2016 à Rio de Janeiro.

Le Kényan Wilfred Bungei s'adjuge le titre des Jeux olympiques de 2008, à Pékin, en établissant son meilleur temps de la saison en 1 min 44 s 65. Le Soudanais Ismaïl Ahmed Ismaïl termine deuxième en 1 min 44 s 70 et l'autre kényan Alfred Yego, champion du monde en 2007, se classe troisième en 1 min 44 s 82. Le tenant du titre Yuriy Borzakovskiy est éliminé au stade des demi-finales.
En finale du 800 m des Jeux olympiques de 2012, à Londres, le Kényan David Rudisha, champion du monde en 2011, bat son propre record du monde à l'issue d'une course qu'il mène de bout en bout, finissant en 1 min 40 s 91 et remportant ainsi son premier titre olympique. Cette finale constitue le 800 m le plus rapide de tous les temps car, pour la première fois, les huit athlètes engagés réalisent une performance inférieure à 1 min 44 s. Le Botswanais Nijel Amos, deuxième de l'épreuve, établit un nouveau record du monde junior en 1 min 41 s 73 alors que tous les autres concurrents (excepté le Soudanais Abubaker Kaki, septième) améliorent leurs records personnels. Trois records nationaux (Kenya, Botswana et Éthiopie) sont battus. David Rudisha est le premier coureur depuis Alberto Juantorena en 1976 à battre le record du monde du 800 m en finale des Jeux olympiques.
Lors des Jeux olympiques de 2016 à Rio de Janeiro, David Rudisha remporte son second titre olympique consécutif en s'imposant en finale dans le temps de 1 min 42 s 15, sa meilleure performance chronométrique de l'année. Il devance l'Algérien Taoufik Makhloufi, qui établit un nouveau record national en 1 min 42 s 61, et l'Américain Clayton Murphy qui bat son record personnel en 1 min 42 s 93. David Rudisha devient le quatrième athlète après Douglas Lowe, Mal Whitfield et Peter Snell à s'imposer à deux reprises sur 800 mètres aux Jeux olympiques.

Malgré l'absence depuis 2017 de David Rudisha, la domination kényane sur la distance se poursuit aux Jeux de Tokyo en 2021 grâce à Emmanuel Korir qui décroche la médaille d'or au terme d'une course tactique, la plus lente depuis 2000. Avec un chrono en 1 min 45 s 06, le Kényan franchit en premier la ligne d'arrivée juste devant son compatriote Ferguson Rotich, troisième des derniers championnats du monde, et le Polonais Patryk Dobek, spécialiste à l'origine du 400 m. Le médaillé d'argent des JO de 2016 Taoufik Makhloufi avait déclaré forfait quelques jours avant la course en raison d'une blessure au genou.

### Palmarès
| Édition | Or                                     | Argent                                  | Bronze                                 |
| ------- | -------------------------------------- | --------------------------------------- | -------------------------------------- |
| 1896    | Teddy Flack (AUS) 2 min 11 s 0         | Nándor Dáni (HUN) 2 min 11 s 8          | Dimítrios Golémis (GRE) 2 min 28 s 0   |
| 1900    | Alfred Tysoe (GBR) 2 min 1 s 2         | John Cregan (USA) 2 min 1 s 6           | David Hall (USA) 2 min 2 s 5           |
| 1904    | Jim Lightbody (USA) 1 min 56 s 0       | Howard Valentine (USA) 1 min 56 s 3     | Emil Breitkreutz (USA) 1 min 56 s 4    |
| 1908    | Mel Sheppard (USA) 1 min 52 s 8        | Emilio Lunghi (ITA) 1 min 54 s 2        | Hanns Braun (GER) 1 min 55 s 2         |
| 1912    | Ted Meredith (USA) 1 min 51 s 9        | Mel Sheppard (USA) 1 min 52 s 0         | Ira Davenport (USA) 1 min 52 s 0       |
| 1920    | Albert Hill (GBR) 1 min 53 s 4         | Earl Eby (USA) 1 min 53 s 6             | Bevil Rudd (RSA) 1 min 54 s 0          |
| 1924    | Douglas Lowe (GBR) 1 min 52 s 4        | Paul Martin (SUI) 1 min 52 s 5          | Schuyler Enck (USA) 1 min 52 s 9       |
| 1928    | Douglas Lowe (GBR) 1 min 51 s 8        | Erik Byléhn (SWE) 1 min 52 s 8          | Hermann Engelhard (GER) 1 min 53 s 2   |
| 1932    | Tommy Hampson (GBR) 1 min 49 s 8       | Alex Wilson (CAN) 1 min 49 s 9          | Phil Edwards (CAN) 1 min 51 s 5        |
| 1936    | John Woodruff (USA) 1 min 52 s 9       | Mario Lanzi (ITA) 1 min 53 s 3          | Phil Edwards (CAN) 1 min 53 s 6        |
| 1948    | Mal Whitfield (USA) 1 min 49 s 2       | Arthur Wint (JAM) 1 min 49 s 5          | Marcel Hansenne (FRA) 1 min 49 s 8     |
| 1952    | Mal Whitfield (USA) 1 min 49 s 2       | Arthur Wint (JAM) 1 min 49 s 4          | Heinz Ulzheimer (GER) 1 min 49 s 7     |
| 1956    | Tom Courtney (USA) 1 min 47 s 7        | Derek Johnson (GBR) 1 min 47 s 8        | Audun Boysen (NOR) 1 min 48 s 1        |
| 1960    | Peter Snell (NZL) 1 min 46 s 3         | Roger Moens (BEL) 1 min 46 s 5          | George Kerr (BWI) 1 min 47 s 1         |
| 1964    | Peter Snell (NZL) 1 min 45 s 1         | Bill Crothers (CAN) 1 min 45 s 6        | Wilson Kiprugut (KEN) 1 min 45 s 9     |
| 1968    | Ralph Doubell (AUS) 1 min 44 s 3       | Wilson Kiprugut (KEN) 1 min 44 s 5      | Tom Farrell (USA) 1 min 45 s 4         |
| 1972    | Dave Wottle (USA) 1 min 45 s 9         | Yevhen Arzhanov (URS) 1 min 45 s 9      | Mike Boit (KEN) 1 min 46 s 0           |
| 1976    | Alberto Juantorena (CUB) 1 min 43 s 50 | Ivo Van Damme (BEL) 1 min 43 s 86       | Rick Wohlhuter (USA) 1 min 44 s 12     |
| 1980    | Steve Ovett (GBR) 1 min 45 s 40        | Sebastian Coe (GBR) 1 min 45 s 85       | Nikolay Kirov (URS) 1 min 45 s 94      |
| 1984    | Joaquim Cruz (BRA) 1 min 43 s 00       | Sebastian Coe (GBR) 1 min 43 s 64       | Earl Jones (USA) 1 min 43 s 83         |
| 1988    | Paul Ereng (KEN) 1 min 43 s 45         | Joaquim Cruz (BRA) 1 min 43 s 90        | Saïd Aouita (MAR) 1 min 44 s 06        |
| 1992    | William Tanui (KEN) 1 min 43 s 66      | Nixon Kiprotich (KEN) 1 min 43 s 70     | Johnny Gray (USA) 1 min 43 s 97        |
| 1996    | Vebjørn Rodal (NOR) 1 min 42 s 58      | Hezekiél Sepeng (RSA) 1 min 42 s 74     | Fred Onyancha (KEN) 1 min 42 s 79      |
| 2000    | Nils Schumann (GER) 1 min 45 s 08      | Wilson Kipketer (DEN) 1 min 45 s 14     | Djabir Saïd-Guerni (ALG) 1 min 45 s 16 |
| 2004    | Yuriy Borzakovskiy (RUS) 1 min 44 s 45 | Mbulaeni Mulaudzi (RSA) 1 min 44 s 61   | Wilson Kipketer (DEN) 1 min 44 s 65    |
| 2008    | Wilfred Bungei (KEN) 1 min 44 s 65     | Ismaïl Ahmed Ismaïl (SUD) 1 min 44 s 70 | Alfred Yego (KEN) 1 min 44 s 82        |
| 2012    | David Rudisha (KEN) 1 min 40 s 91      | Nijel Amos (BOT) 1 min 41 s 73          | Timothy Kitum (KEN) 1 min 42 s 53      |
| 2016    | David Rudisha (KEN) 1 min 42 s 15      | Taoufik Makhloufi (ALG) 1 min 42 s 61   | Clayton Murphy (USA) 1 min 42 s 93     |
| 2020    | Emmanuel Korir (KEN) 1 min 45 s 06     | Ferguson Rotich (KEN) 1 min 45 s 23     | Patryk Dobek (POL) 1 min 45 s 39       |
| 2024    | Emmanuel Wanyonyi (KEN) 1 min 41 s 19  | Marco Arop (CAN) 1 min 41 s 20          | Djamel Sedjati (ALG) 1 min 41 s 50     |

### Multiples médaillés
| Rang | Athlète         | Pays             | Période   | Or | Argent | Bronze | Total |
| ---- | --------------- | ---------------- | --------- | -- | ------ | ------ | ----- |
| 1    | Douglas Lowe    | Grande-Bretagne  | 1924–1928 | 2  | 0      | 0      | 2     |
| 1    | Mal Whitfield   | États-Unis       | 1948–1952 | 2  | 0      | 0      | 2     |
| 1    | Peter Snell     | Nouvelle-Zélande | 1960–1964 | 2  | 0      | 0      | 2     |
| 1    | David Rudisha   | Kenya            | 2012-2016 | 2  | 0      | 0      | 2     |
| 4    | Mel Sheppard    | États-Unis       | 1908–1912 | 1  | 1      | 0      | 2     |
| 4    | Joaquim Cruz    | Brésil           | 1984–1988 | 1  | 1      | 0      | 2     |
| 6    | Arthur Wint     | Jamaïque         | 1948–1952 | 0  | 2      | 0      | 2     |
| 6    | Sebastian Coe   | Grande-Bretagne  | 1980–1984 | 0  | 2      | 0      | 2     |
| 8    | Wilson Kiprugut | Kenya            | 1964–1968 | 0  | 1      | 1      | 2     |
| 8    | Wilson Kipketer | Danemark         | 2000–2004 | 0  | 1      | 1      | 2     |
| 10   | Phil Edwards    | Canada           | 1932–1936 | 0  | 0      | 2      | 2     |

### Record olympique

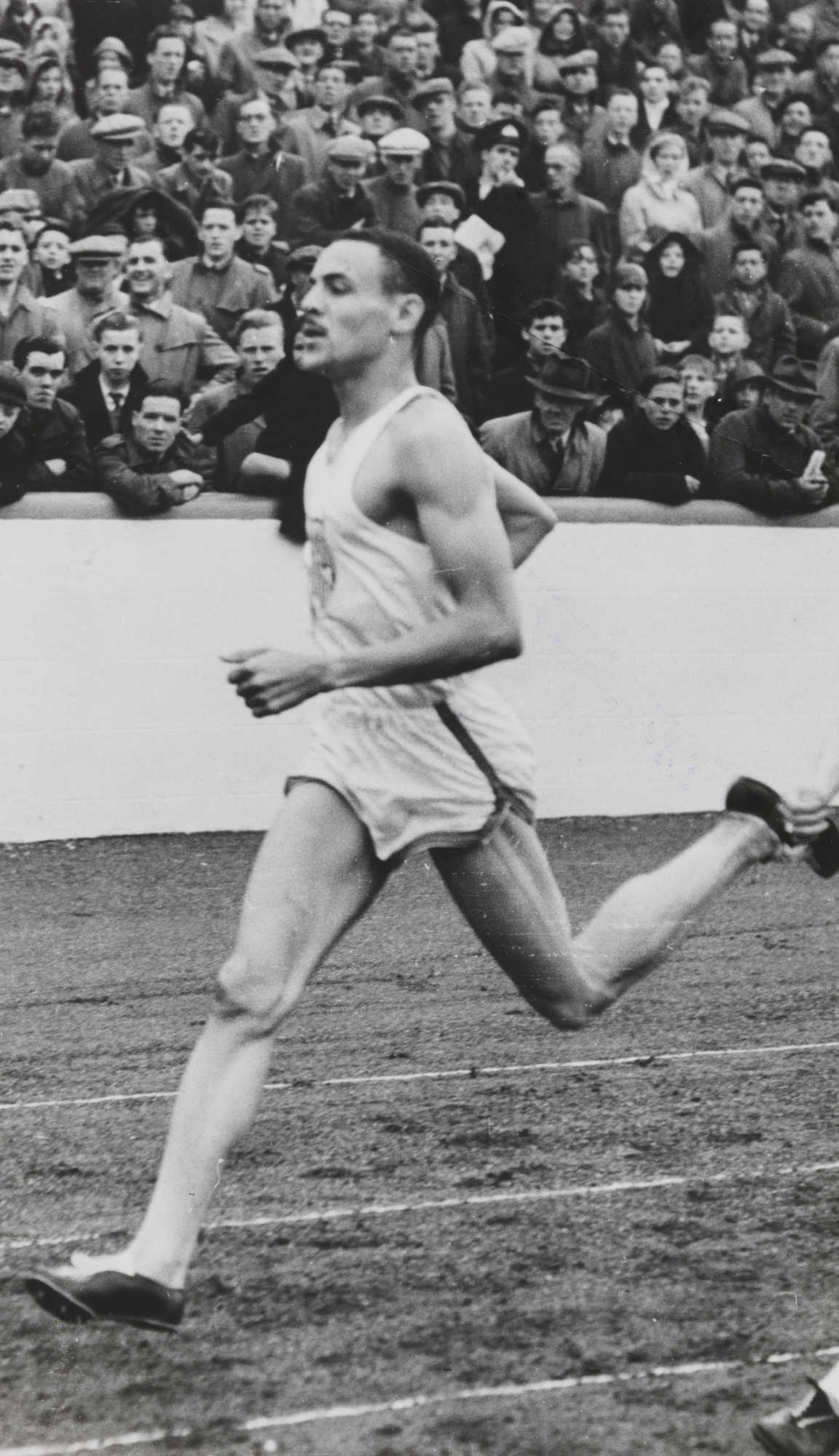
Mal Whitfield, champion olympique en 1948 et 1952.

| Temps         | Athlète            | Lieu        | Date               | Record |
| ------------- | ------------------ | ----------- | ------------------ | ------ |
| 2 min 10 s 0  | Teddy Flack        | Athènes     | 6 avril 1896       |        |
| 1 min 59 s 0  | David Hall         | Paris       | 14 juillet 1900    |        |
| 1 min 56 s 0  | Jim Lightbody      | Saint-Louis | 1er septembre 1904 |        |
| 1 min 52 s 8  | Mel Sheppard       | Londres     | 21 juillet 1908    |        |
| 1 min 51 s 9  | Ted Meredith       | Stockholm   | 8 juillet 1912     | WR     |
| 1 min 51 s 8  | Douglas Lowe       | Amsterdam   | 31 juillet 1928    |        |
| 1 min 49 s 8  | Tommy Hampson      | Los Angeles | 2 août 1932        | WR     |
| 1 min 49 s 2  | Mal Whitfield      | Londres     | 2 août 1948        |        |
| 1 min 49 s 2  | Mal Whitfield      | Helsinki    | 22 juillet 1952    |        |
| 1 min 47 s 7  | Tom Courtney       | Melbourne   | 26 novembre 1956   |        |
| 1 min 47 s 1  | George Kerr        | Rome        | 1er septembre 1960 |        |
| 1 min 46 s 3  | Peter Snell        | Rome        | 2 septembre 1960   |        |
| 1 min 46 s 1  | George Kerr        | Tokyo       | 15 octobre 1964    |        |
| 1 min 46 s 1  | Wilson Kiprugut    | Tokyo       | 15 octobre 1964    |        |
| 1 min 45 s 1  | Peter Snell        | Tokyo       | 16 octobre 1964    |        |
| 1 min 44 s 3  | Ralph Doubell      | Mexico      | 15 octobre 1968    | WR     |
| 1 min 43 s 50 | Alberto Juantorena | Montréal    | 25 juillet 1976    | WR     |
| 1 min 43 s 0  | Joaquim Cruz       | Los Angeles | 6 août 1984        |        |
| 1 min 42 s 58 | Vebjørn Rodal      | Atlanta     | 31 juillet 1996    |        |
| 1 min 40 s 91 | David Rudisha      | Londres     | 9 août 2012        | WR     |

## Femmes

### Historique

#### 1928-1964

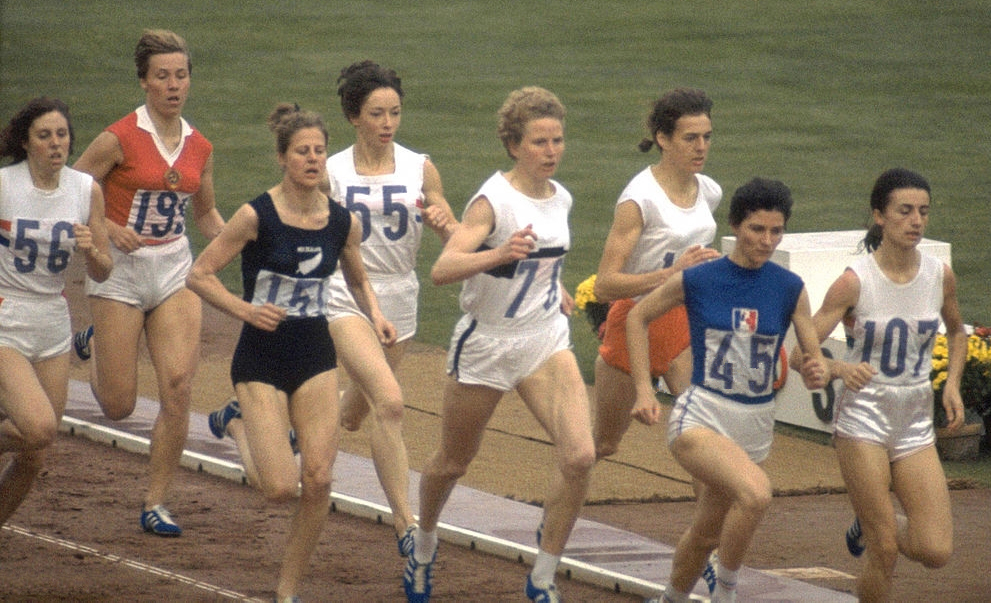
Finale du 800 m féminin lors des Jeux olympiques de 1964, à Tokyo.

L'épreuve du 800 mètres féminin fait sa première apparition olympique lors des Jeux de 1928 à Amsterdam. L'Allemande Lina Radke remporte le titre et améliore de près de trois secondes son propre record du monde en 2 min 16 s 8, devançant la Japonaise Kinue Hitomi et la Suédoise Inga Gentzel. Mais, jugée trop difficile pour les femmes après que certaines concurrentes se soient allongées sur la piste après la course afin de récupérer, l'épreuve est retirée du programme olympique, les membres du Comité international olympique estimant que les femmes étaient trop fragiles pour courir une distance aussi longue. Ainsi, aucune course féminine supérieure à 200 m ne sera disputée dans le cadre des Jeux olympiques avant 1960.
Après 32 ans d'absence, l'épreuve du 800 m féminin fait de nouveau partie du programme olympique à l'occasion des Jeux olympiques de 1960, à Rome. La Soviétique Ludmila Shevtsova, qui a porté le record du monde à 2 min 4 s 3 quelques semaines avant le début des Jeux, s'impose en finale en égalant son propre record du monde. Elle devance de justesse l'Australienne Brenda Jones, médaillée d'argent en 2 min 4 s 4, et l'Allemande Ursula Donath, médaillée de bronze en 2 min 5 s 6. L'Australienne Dixie Willis, qui heurte la lice et se déséquilibre à 50 mètres de l'arrivée, ne termine pas la course.
En 1964, lors des Jeux olympiques de Tokyo, la Britannique Ann Packer créée la surprise en devenant championne olympique. Médaillée d'argent sur 400 m trois jours plus tôt, elle se présente dans une épreuve qu'elle n'avait couru que cinq fois auparavant. Cinquième de sa série puis troisième de sa demi-finale, elle se présente en finale avec le plus mauvais temps des engagées. Devancée à l'entrée dans le dernier virage, elle dépasse toutes ses concurrentes dans la dernière ligne droite et s'adjuge la médaille d'or, devant la Française Maryvonne Dupureur (2 min 1 s 9) et la Néo-zélandaise Marise Chamberlain (2 min 2 s 8).

#### 1968-1984
Lors des Jeux olympiques de 1968, à Mexico, la favorite yougoslave Vera Nikolić, qui a amélioré le record du monde du 800 m cette même année, est contrainte à l'abandon au stade des demi-finales. La victoire revient à l'Américaine Madeline Manning qui après avoir pris la tête de la course aux 400 m, résiste à ses adversaires et l'emporte en 2 min 0 s 9, signant un nouveau record olympique. La Roumaine Ilona Silai se classe deuxième en 2 min 2 s 5, juste devant la Néerlandaise Maria Gommers, médaillée de bronze en 2 min 2 s 6.
L'Allemande de l'Ouest Hildegard Falck, première femme à être descendue sous les 2 minutes sur 800 m, en 1971, est la favorite des Jeux olympiques de 1972. À Munich, elle fait la différence dans le dernier virage en dépassant Vera Nikolić et la Bulgare Svetla Zlateva, et s'impose dans le temps de 1 min 58 s 55, signant un nouveau record olympique. La Soviétique Nijolė Sabaitė, qui réussit un retour dans les derniers mètres, se classe deuxième en 1 min 58 s 65, devant l'Est-allemande Gunhild Hoffmeister, troisième en 1 min 59 s 16.
Lors des Jeux olympiques de 1976 à Montréal, la Soviétique Tatyana Kazankina remporte le titre en établissant un nouveau record du monde du 800 m en 1 min 54 s 94, améliorant de plus d'une seconde l'ancienne meilleure marque mondiale établie un mois plus tôt par sa compatriote Valentina Gerasimova, cette dernière échouant au stade des demi-finales. Dans cette finale, considérée comme la course de 800 m féminin la plus rapide jamais courue à cette date, trois autres athlètes réalisent un temps inférieur à l'ancien record de Gerasimova : la Bulgare Nikolina Shtereva, deuxième en 1 min 55 s 42, l'Est-Allemande Elfi Zinn, troisième en 1 min 55 s 60 et l'autre est-allemande Anita Weiß, quatrième en 1 min 55 s 74. Tatyana Kazankina remportera l'épreuve du 1 500 m trois jours plus tard.
En 1980, aux Jeux olympiques de Moscou, la Soviétique Nadiya Olizarenko confirme son statut de favorite, un mois après avoir porté le record du monde à 1 min 54 s 9. Elle réédite cette performance en améliorant son temps de plus d'une seconde en 1 min 53 s 43, signant le premier record du monde mesuré au chronométrage électronique. Elle devance largement deux autres athlètes soviétiques : Olga Mineyeva, médaillée d'argent en 1 min 54 s 81 et Tatyana Providokhina, championne d'Europe en 1978, qui remporte la médaille de bronze en 1 min 5 s 46.
En l'absence pour cause de boycott des athlètes des pays du bloc de l'Est, parmi lesquels figure la Tchécoslovaque Jarmila Kratochvílová, championne du monde en 1983 et nouvelle détentrice du record du monde en 1 min 53 s 23, le titre des Jeux olympiques de 1984 à Los Angeles est remporté par la Roumaine Doina Melinte qui s'impose dans le temps de 1 min 57 s 60, devant l'Américaine Kim Gallagher (1 min 58 s 63) et l'autre roumaine Fita Lovin (1 min 58 s 83).

#### 1988-2004

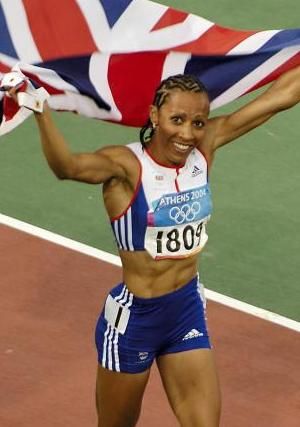
Kelly Holmes, championne olympique du 800 m en 2004.

L'Est-allemande Sigrun Wodars, championne du monde un an auparavant, remporte le 800 m des Jeux olympiques de 1988, à Séoul, dans le temps de 1 min 56 s 10. Elle devance sa compatriote Christine Wachtel, médaillée d'argent en 1 min 56 s 64 et Kim Gallagher qui obtient la médaille de bronze quatre ans après sa médaille d'argent, en 1 min 56 s 91. La Cubaine Ana Fidelia Quirot, qui figure en tête des bilans mondiaux, ne participe pas à ces Jeux en raison du boycott de son pays.
Lors des Jeux olympiques de 1992, à Barcelone, La Néerlandaise Ellen van Langen créée la surprise en devançant dans les derniers mètres la favorite Liliya Nurutdinova, championne du monde en 1991 qui concourt pour l'Équipe unifiée de l’ex-URSS. Ellen van Langen établit à cette occasion un nouveau record des Pays-Bas en 1 min 55 s 54 et devance sur le podium Liliya Nurutdinova, deuxième en 1 min 55 s 99, et Ana Fidelia Quirot, troisième en 1 min 56 s 80.
En 1996, aux Jeux olympiques d'Atlanta, la Russe Svetlana Masterkova remporte le titre du 800 m quelques jours avant de s'imposer également sur 1 500 m. Ana Fidelia Quirot, troisième à Barcelone mais championne du monde en 1995, se classe deuxième en 1 min 58 s 11, devant la Mozambicaine Maria Mutola qui figurait parmi les prétendantes à la médaille d'or en n'ayant perdu qu'une seule course sur 800 m depuis 1993.
Pour sa quatrième participation olympique, Maria Mutola, championne du monde en salle du 800 m en 1993, 1995 et 1997, remporte la médaille d'or des Jeux de Sydney en 2000. Elle y établit son meilleur temps de la saison en 1 min 56 s 15 et devance l'Autrichienne Stephanie Graf, qui améliore le record national en 1 min 56 s 64, et la Britannique Kelly Holmes, troisième en 1 min 56 s 80. La Tchèque Ludmila Formanová, championne du monde en 1999, se blesse lors des séries et est contrainte à l'abandon.
Maria Mutola, qui a remporté dans l'olympiade suivante deux nouveaux titres de championne du monde en plein air, en 2001 et 2003, fait figure une nouvelle fois de favorite au titre à l'occasion des Jeux olympiques de 2004, à Athènes. Mais, ne parvenant pas à faire la différence au train, elle est piégée lors du sprint final en échouant au pied du podium. En effet, Kelly Holmes l'emporte en 1 min 56 s 38, devant la Marocaine Hasna Benhassi qui établit un nouveau record national en 1 min 56 s 43, et la Slovène Jolanda Čeplak, troisième de la course en 1 min 56 s 43 et qui devance de 7/100e de seconde seulement Maria Mutola.

#### Depuis 2008

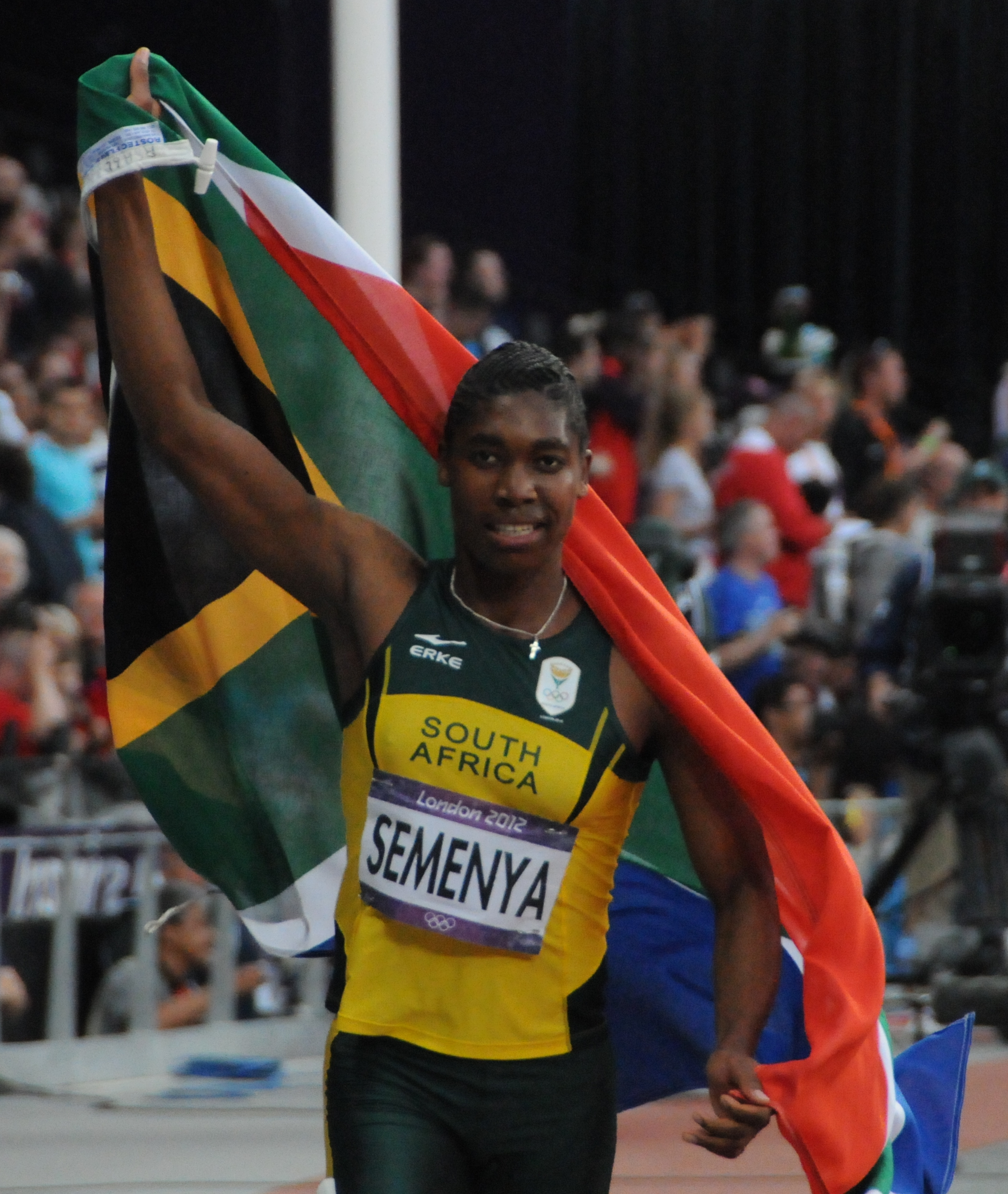
Caster Semenya, championne olympique en 2012 et 2016.

En 2008, aux Jeux olympiques de Pékin, la Kényane Pamela Jelimo, âgée de dix-huit ans seulement et qui s'est distinguée en remportant toutes les épreuves de la Golden League, s'adjuge le titre olympique en établissant un nouveau record du monde junior en 1 min 54 s 87. Elle devance sa compatriote Janeth Jepkosgei, championne du monde en 2007, qui se classe deuxième en 1 min 56 s 07, et Hasna Benhassi (1 min 56 s 73) qui décroche la médaille de bronze quatre ans après avoir obtenu l'argent à Athènes. Pour sa cinquième finale olympique consécutive sur 800 m, Maria Mutola se classe 5e en 1 min 57 s 68.
Lors des Jeux olympiques de 2012, à Londres, la Russe Mariya Savinova, championne du monde en 2011 à Daegu, remporte le titre olympique en 1 min 56 s 19, devant la Sud-africaine Caster Semenya, championne du monde en 2009 à Berlin. Mais, en 2017, Mariya Savinova est suspendue quatre ans pour dopage et perd toutes ses médailles obtenues entre 2010 et 2013, dont son titre mondial et son titre olympique à Londres. En conséquence, Caster Semenya récupère la médaille d'or, la Russe Ekaterina Poistogova la médaille d'argent et Pamela Jelimo la médaille de bronze. La Russe Elena Arzhakova, arrivée initialement 6e est également disqualifiée pour dopage.
Caster Semenya devient la première athlète à obtenir un deuxième titre olympique sur 800 m en remportant la finale des Jeux olympiques de 2016, à Rio de Janeiro. Elle s'impose dans le temps de 1 min 55 s 28, nouveau record Afrique du Sud, devant la Burundaise Francine Niyonsaba, deuxième en 1 min 56 s 49 et la Kényane Margaret Wambui, troisième en 1 min 59 s 89 (record personnel). La Biélorusse Maryna Arzamasava, championne du monde en 2015, se classe 7e de la finale.
Les trois athlètes médaillées lors des Jeux de 2016 ne peuvent pas concourir aux Jeux de 2020 à Tokyo en raison des nouveaux règlements de World Athletics, qui interdisent aux athlètes possédant un taux de testostérone de plus de 5 nmol/L de courir sur des distances de 400 à 1 500 m, ce qui concernait à la fois Semenya, Niyonsaba et Wambui. En leur absence, la victoire revient à la jeune Américaine de 19 ans Athing Mu, qui signe un nouveau record des Etats-Unis en 1 min 55 s 21 après avoir mené la course de bout en bout. Le podium est complété par la Britannique de 19 ans également Keelly Hodgkinson, deuxième en 1 min 55 s 88 (record de Grande-Bretagne), et par l'Américaine Raevyn Rogers, troisième en 1 min 56 s 81.

### Palmarès
| Édition | Or                                      | Argent                                   | Bronze                                   |
| ------- | --------------------------------------- | ---------------------------------------- | ---------------------------------------- |
| 1928    | Lina Radke (GER) 2 min 16 s 8           | Kinue Hitomi (JPN) 2 min 17 s 6          | Inga Gentzel (SWE) 2 min 17 s 8          |
| 1960    | Ludmila Shevtsova (URS) 2 min 04 s 3    | Brenda Jones (AUS) 2 min 04 s 4          | Ursula Donath (EUA) 2 min 05 s 6         |
| 1964    | Ann Packer (GBR) 2 min 01 s 1           | Maryvonne Dupureur (FRA) 2 min 01 s 9    | Marise Chamberlain (NZL) 2 min 02 s 8    |
| 1968    | Madeline Manning (USA) 2 min 00 s 9     | Ilona Silai (ROU) 2 min 02 s 5           | Maria Gommers (NED) 2 min 02 s 6         |
| 1972    | Hildegard Falck (FRG) 1 min 58 s 55     | Nijolė Sabaitė (URS) 1 min 58 s 65       | Gunhild Hoffmeister (GDR) 1 min 59 s 19  |
| 1976    | Tatyana Kazankina (URS) 1 min 54 s 94   | Nikolina Shtereva (BUL) 1 min 55 s 42    | Elfi Zinn (GDR) 1 min 55 s 60            |
| 1980    | Nadezhda Olizarenko (URS) 1 min 53 s 43 | Olga Mineyeva (URS) 1 min 54 s 81        | Tatyana Providokhina (URS) 1 min 55 s 46 |
| 1984    | Doina Melinte (ROU) 1 min 57 s 60       | Kim Gallagher (USA) 1 min 58 s 63        | Fita Lovin (ROU) 1 min 58 s 83           |
| 1988    | Sigrun Wodars (GDR) 1 min 56 s 10       | Christine Wachtel (GDR) 1 min 56 s 64    | Kim Gallagher (USA) 1 min 56 s 91        |
| 1992    | Ellen van Langen (NED) 1 min 55 s 54    | Liliya Nurutdinova (EUN) 1 min 55 s 99   | Ana Fidelia Quirot (CUB) 1 min 56 s 80   |
| 1996    | Svetlana Masterkova (RUS) 1 min 57 s 63 | Ana Fidelia Quirot (CUB) 1 min 58 s 11   | Maria Mutola (MOZ) 1 min 58 s 71         |
| 2000    | Maria Mutola (MOZ) 1 min 56 s 15        | Stephanie Graf (AUT) 1 min 56 s 64       | Kelly Holmes (GBR) 1 min 56 s 80         |
| 2004    | Kelly Holmes (GBR) 1 min 56 s 38        | Hasna Benhassi (MAR) 1 min 56 s 43       | Jolanda Čeplak (SLO) 1 min 56 s 43       |
| 2008    | Pamela Jelimo (KEN) 1 min 54 s 87       | Janeth Jepkosgei (KEN) 1 min 56 s 07     | Hasna Benhassi (MAR) 1 min 56 s 73       |
| 2012    | Caster Semenya (RSA) 1 min 57 s 23      | Ekaterina Poistogova (RUS) 1 min 57 s 53 | Pamela Jelimo (KEN) 1 min 57 s 59        |
| 2016    | Caster Semenya (RSA) 1 min 55 s 28      | Francine Niyonsaba (BDI) 1 min 56 s 49   | Margaret Wambui (KEN) 1 min 56 s 89      |
| 2020    | Athing Mu (USA) 1 min 55 s 21           | Keely Hodgkinson (GBR) 1 min 55 s 88     | Raevyn Rogers (USA) 1 min 56 s 81        |
| 2024    | Keely Hodgkinson (GBR) 1 min 56 s 72    | Tsige Duguma (ETH) 1 min 57 s 15         | Mary Moraa (KEN) 1 min 57 s 42           |

### Multiples médaillées
| Rang | Athlète            | Pays            | Période   | Or | Argent | Bronze | Total |
| ---- | ------------------ | --------------- | --------- | -- | ------ | ------ | ----- |
| 1    | Caster Semenya     | Afrique du Sud  | 2012-2016 | 2  | 0      | 0      | 2     |
| 2    | Keely Hodgkinson   | Grande-Bretagne | 2021-2024 | 1  | 1      | 0      | 2     |
| 3    | Maria Mutola       | Mozambique      | 1996–2000 | 1  | 0      | 1      | 2     |
| 3    | Kelly Holmes       | Grande-Bretagne | 2000–2004 | 1  | 0      | 1      | 2     |
| 5    | Kim Gallagher      | États-Unis      | 1984–1988 | 0  | 1      | 1      | 2     |
| 5    | Ana Fidelia Quirot | Cuba            | 1992–1996 | 0  | 1      | 1      | 2     |
| 5    | Hasna Benhassi     | Maroc           | 2004–2008 | 0  | 1      | 1      | 2     |

### Record olympique
| Temps         | Athlète             | Lieu      | Date             | Record |
| ------------- | ------------------- | --------- | ---------------- | ------ |
| 2 min 22 s 4  | Marie Dollinger     | Amsterdam | 1er août 1928    |        |
| 2 min 16 s 8  | Lina Radke          | Amsterdam | 2 août 1928      | WR     |
| 2 min 10 s 9  | Antje Gleichfeld    | Rome      | 6 septembre 1960 |        |
| 2 min 7 s 8   | Ursula Donath       | Rome      | 6 septembre 1960 |        |
| 2 min 5 s 9   | Dixie Willis        | Rome      | 6 septembre 1960 |        |
| 2 min 4 s 3   | Ludmila Shevtsova   | Rome      | 7 septembre 1960 | WR     |
| 2 min 4 s 1   | Maryvonne Dupureur  | Tokyo     | 19 octobre 1964  |        |
| 2 min 1 s 1   | Ann Packer          | Tokyo     | 20 octobre 1964  | WR     |
| 2 min 0 s 9   | Madeline Manning    | Mexico    | 19 octobre 1968  |        |
| 1 min 58 s 93 | Svetla Zlateva      | Munich    | 31 août 1972     |        |
| 1 min 58 s 55 | Hildegard Falck     | Munich    | 3 septembre 1972 |        |
| 1 min 56 s 53 | Anita Weiss         | Montréal  | 24 juillet 1976  |        |
| 1 min 54 s 94 | Tatyana Kazankina   | Montréal  | 26 juillet 1976  | WR     |
| 1 min 53 s 43 | Nadezhda Olizarenko | Moscou    | 27 juillet 1980  | WR     |